# عربية (نبات)
العَرَبِيَّة (الاسم العلمي Arabis) هي جنس من النباتات العشبية البرية تتبع الفصيلة الكرنبية من رتبة الكرنبيات. الاسم العلمي نسبة إلى الجزيرة العربية ووضع الاسم عالم النبات السويدي كارولوس لينيوس (1707-1778). أنواعها عديدة منها المرطاء والزباء والحولية والمحولة والمعمرة. أكثرها من أعشاب الجرود والمناطق الداخلية وبعضها ينبت على الساحل. أوراقها صغيرة مستطيلة. ازهارها بنفسجية أو بيضاء اللون. كؤوسها منتصبة. بتلاتها ذات مخالب. بزورها على صف واحد ومنها على صفين. معظمها مجنح الحتار.

## أنواع نبات العربية
- عربية التلال
- عربية التنوب
- عربية أرجوانية
- عربية أشولتزية
- عربية ألبية
- عربية أليفة الأعالي
- عربية أليفة الحجر
- عربية أليفة الرمال
- عربية أوشرية
- عربية بالنسية
- عربية بوبوفية
- عربية تيانشانية
- عربية تيبتية
- عربية جديدة
- عربية جناحية البذور
- عربية جيراردية
- عربية ربيعية
- عربية سهمية
- عربية قبرصية
- عربية قوقازية
- عربية كبريتية
- عربية كردية
- عربية ملتفة الساق
- عربية ممتدة
- عربية منشارية
- عربية نجيمية
- عربية هدبية
- عربية ورقية